# Історія Іспанії

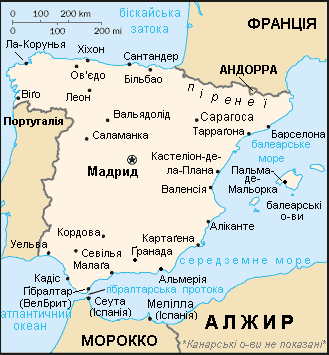
Мапа Іспанії.

Історія Іспанії
Назва «Іспанія» — фінікійського походження. Римляни, які завоювали Іспанію у 2–1 ст. до н. е., використали її у множині (Hispaniae) для позначення всього Піренейського півострова. У римські часи Іспанія складалася спочатку з двох, а потім з п'яти провінцій. Після розпаду Римської імперії вони були об'єднані під владою вестготів, а після нашестя маврів у 711 р. н. е. на Піренейському п-ові існували християнські і мусульманські держави. Іспанія як політично цілісне утворення виникла після об'єднання Кастилії та Арагону в 1474 році.
З часів італійських гуманістів епохи Відродження встановилася традиція вважати нашестя варварів і падіння Риму в 410 р. н. е. відправною точкою переходу від античної епохи до Середньовіччя, а саме Середньовіччя розглядалося як поступове наближення до епохи Відродження (XV—XVI ст.), коли знову пробудився інтерес до культури античного світу. Але Середньовіччя в цьому регіоні починається з моменту мусульманського нашестя 711 року і закінчується захопленням християнами останнього оплоту ісламу — Гранадського емірату, вигнанням євреїв з Іспанії та відкриттям Нового Світу Колумбом у 1492 році.

## Реконкіста

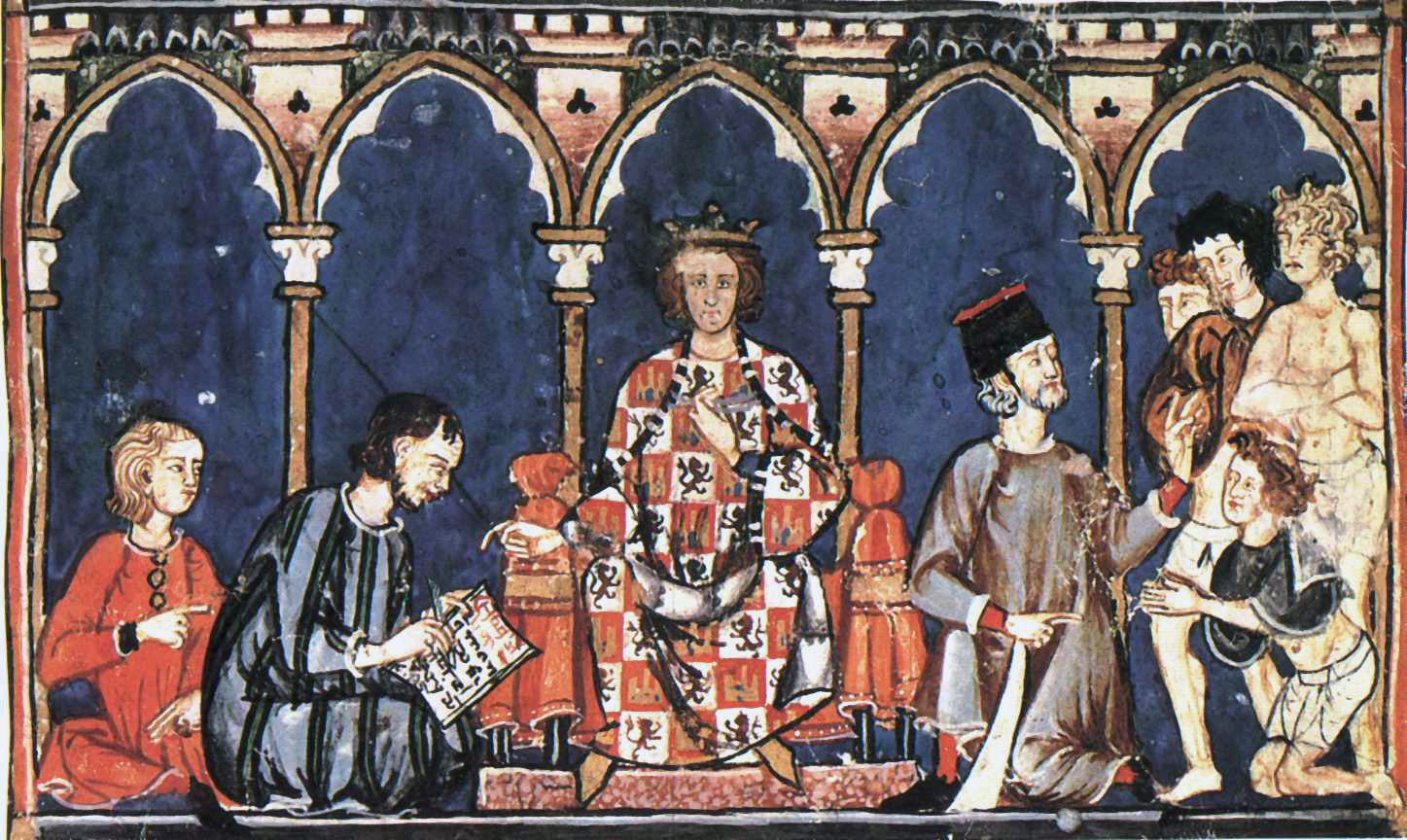
Альфонсо Мудрий(1221-1284) та його двір(придворні сидять на підлозі на зразок арабів).

Перемога арабів у битві на р. Гуадалете в Південній Іспанії 19 липня 711 року і загибель останнього короля вестготів Родеріха два роки опісля вирішили долю Вестготського королівства. Араби стали називати захоплені ними землі Аль-Андалуз. Це призвело до зародження Реконкісти. Реконкіста — від reconguistar, що означає — перезавоювання Піренейського півострова у VIII–XV ст. проти арабів (маврів), що захопили частину півострова в 711–714 роках. Реконкіста почалася у 722 року битвою при Ковадонзі. Вирішальне значення мала битва при Навас-де-Толосі 1212 року, де об'єднані сили Кастилії, Арагону, Португалії і Наварри завдали арабам великої поразки. На середину XIII ст. більша частина півострова (за винятком Гранадського емірату) була повернена до християнського володіння.
Реконкіста завершилася 1492 року взяттям іспанцями Гранадського емірату, останнього оплоту маврів на Піренейському півострові. У тому ж році Колумб здійснив свою першу експедицію до Нового Світу.
Реконкіста була зобов'язана своїми успіхами не тільки військовим діям християн. Велику роль відіграла також готовність християн йти на переговори з мусульманами і надавати їм право проживання в християнських державах, зберігаючи свої віру, мову і звичаї.
Завдяки плаванню Колумба 1492 року і відкриттю Нового Світу була закладена основа іспанської колоніальної імперії. Оскільки Португалія також претендувала на заморські володіння, 1494 року був укладений Тордесільяський договір про розподіл між Іспанією і Португалією. У подальші роки були значно розширені межі Іспанської імперії. Франція повернула Фернандо прикордонні провінції Каталонії, а Арагон міцно утримував свої позиції на Сардинії, Сицилії і в південній Італії.

## Габсбурги

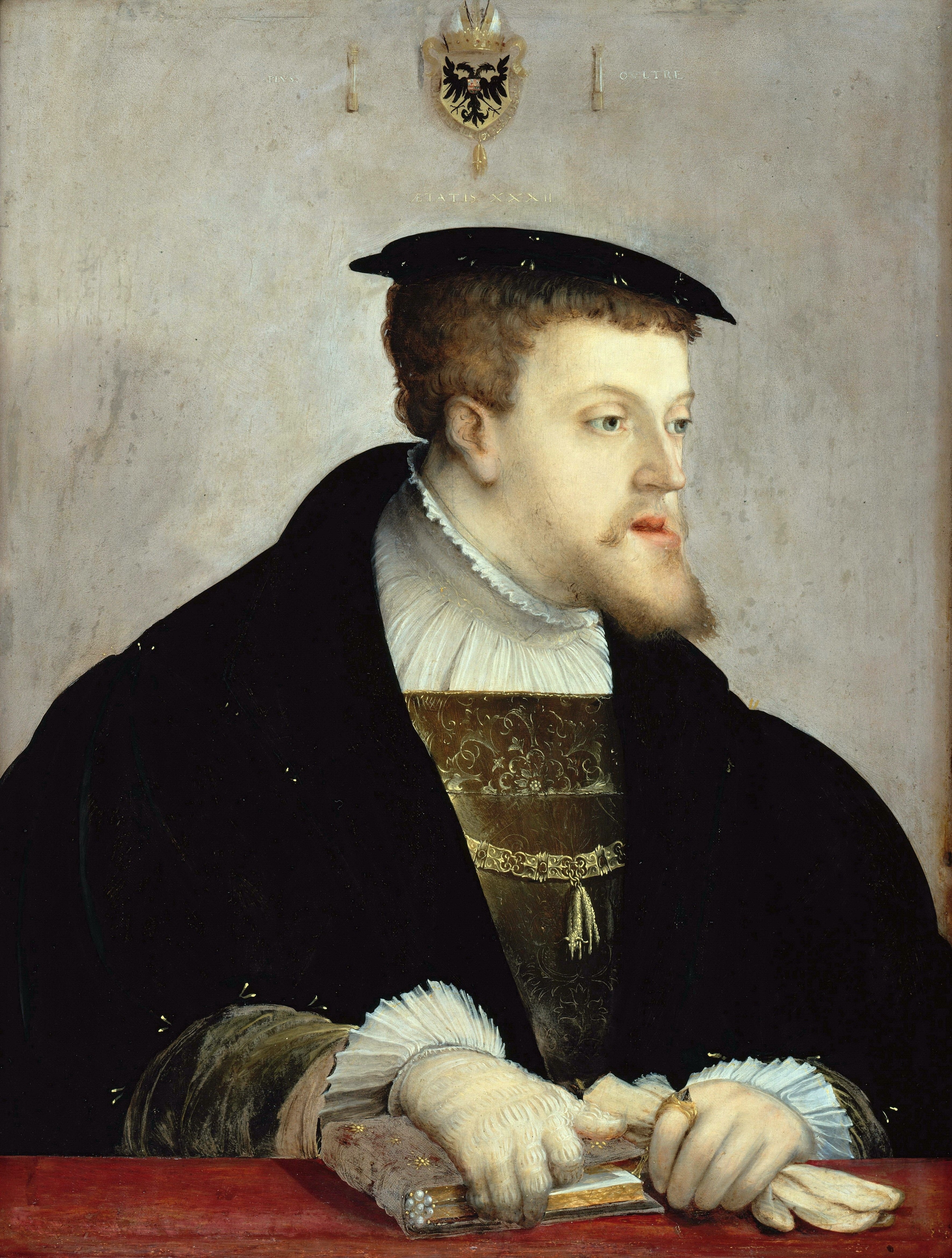
Христоф Амбергер. Портрет Карла V. Бл. 1532, Берлінська картинна галерея

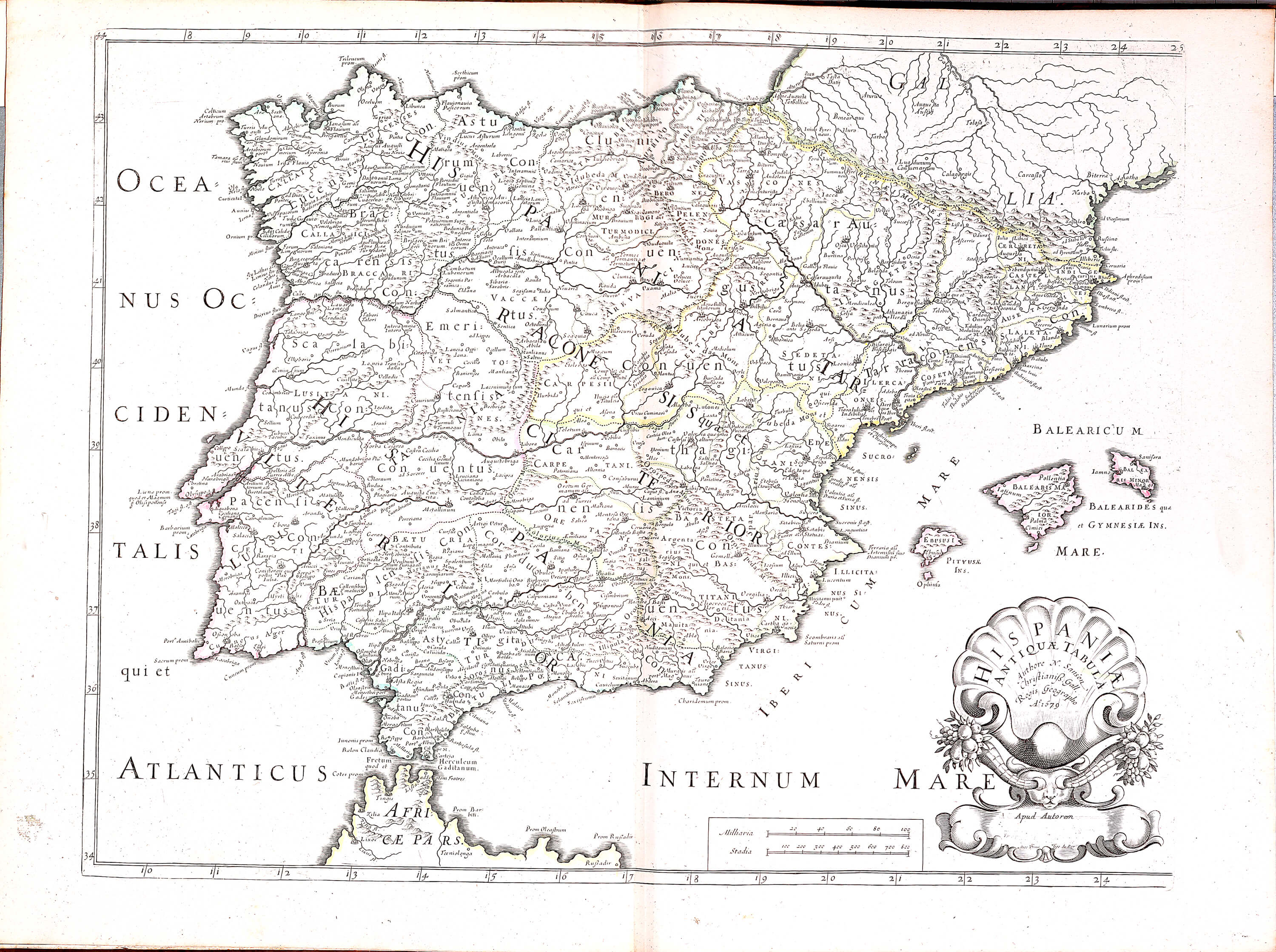
Нікола Сансон. Мапа Іспанії. 1651

Іспанський король Карл I (роки правління 1516–1556) став імператором Священної Римської імперії під ім'ям Карла V у 1519 р., змінивши свого діда, Максиміліана I. Під його владу потрапили Іспанія, Неаполь і Сицилія, землі Габсбургів у Бельгії і Нідерландах, Австрія та іспанські колонії у Новому Світі. Іспанія перетворилася на світову державу, а Карл став наймогутнішим монархом Європи.
Після зречення Карла від влади 1556 року австрійські володіння перейшли до його брата Фердинанда, але велика частина імперії дісталася його сину Філіпу II (роки правління 1556–1598). Його політика в Бельгії і Нідерландах призвела до революції (1566) і утворення в 1579–1581 рр. Республіки Сполучених провінцій. Спроби залучити Англію до сфери впливу Габсбургів також виявилися безуспішними. Нарешті в 1588 р., обурений грабіжницькими нападами англійських моряків на іспанських торговців і допомогою королеви Єлизавети голландцям, він спорядив знамениту «Непереможну армаду», щоб висадити десант на північному узбережжі Ла-Маншу. Цей захід закінчився загибеллю майже всього іспанського флоту.
До великих політичних досягнень відносяться придбання за спадщиною Португалії 1581 року і блискуча морська перемога над турками в битві при Лепанто (1571), яка підірвала військово-морську міць османів.
Хоча після смерті Філіпа II Іспанія все ще вважалася світовою державою, вона знаходилася в кризовому стані. Прибутки королівства, що збільшувалися за рахунок надходжень з колоній, були величезними за мірками XVI ст., але Карл V залишив величезні борги, і Філіпу II довелося двічі оголошувати країну банкрутом: 1557 р., а потім у 1575 році.
Філіп III (1598–1621) і Філіп IV (1621–1665) не змогли поліпшити ситуацію. Перший з них уклав 1604 року мирний договір з Англією, а потім 1609 року підписав 12-річне перемир'я з голландцями, але продовжував витрачати величезні суми грошей на своїх фаворитів і розваги. Вигнавши з Іспанії морисків у період з 1609 по 1614 рік, він позбавив країну більше чверті мільйона працелюбних жителів. 1618 року спалахнув конфлікт між імператором Фердинандом II і чеськими протестантами. З цього почалася Тридцятирічна війна (1618–1648), в якій Іспанія виступила на стороні австрійських Габсбургів, сподіваючись повернути собі хоча б частину Нідерландів. 1648 року в Тридцятирічній війні було досягнуто миру, хоча Іспанія продовжувала воювати з Францією до укладення Піренейського миру в 1659 році.

## Бурбони
Хворобливий і нервовий Карл II (1665–1700) став останнім правителем з династії Габсбургів в Іспанії. Він не залишив спадкоємців, і після його смерті корона перейшла до французького принца Філіпа Бурбона, герцога Анжуйського, онука Людовика XIV і правнука Філіпа III. Його сходженню на іспанський трон передувала загальноєвропейська війна за Іспанську спадщину (1700–1714), в якій Франція та Іспанія воювали з Англією і Нідерландами. Іспанія разом з Францією вела війни проти Великої Британії (1739–1748, 1762–1763, 1779–1783). У вдячність за підтримку Франція 1763 року передала Іспанії величезну територію Луїзіани в Північній Америці.

## Реставрація Бурбонів
Фернандо VII був відпущений Наполеоном на батьківщину, проте кортеси зажадали від нього присягнути конституції, що той відмовлявся робити. Втручання армії, перехід на бік короля генерала Еліо, вирішило питання на користь абсолютної монархії. Після розгону кортесів і вступу короля в Мадрид Ернандо обіцяв амністію і прийняття нової конституції, проте почав правління з репресій як щодо тих, хто підтримував Жозефа Бонапарта, так і до найліберальніших прихильників кортесів. Опорою монархії стали армія і духовенство.
Придворні інтриги і слабохарактерність короля не сприяли відновленню порядку ні у внутрішніх, ні по зовнішніх справах. В ході французької окупації Іспанії в її заморських колоніях почалася війна за незалежність, в ході якої місцеві еліти відклалися від ослабленої метрополії. У народі накопичувалося невдоволення. Війська під начальством підполковника Ріего 1 січня 1820 проголосили конституцію 1812 року і в Ісла-де-Леон створили тимчасовий уряд, що видав відозву до народу. Після переходу на бік повсталих низки провінцій і Мадрида король присягнув конституції і скликав кортеси. Їх діяльність була спрямована головним чином проти майнових привілеїв церкви - було обкладено податком духовенство, однак стан справ в країні це не поліпшило. Зважаючи на відсутність буржуазії ліберальні починання кортесів були сприйняті в суспільстві, особливо в селянському середовищі, негативно. Католицька опозиція набирала силу в провінціях і країна знову почала скочуватися в анархію.
На виборах 1 березня 1822 року радикали отримали більшість голосів, після чого вірні королю сили невдало спробували зайняти Мадрид. Фернандо звернувся за іноземною допомогою і восени того ж року Священний союз ухвалив рішення про збройне втручання в справи Іспанії. У квітні 1823 року французька експедиція під командуванням герцога Ангулемського (95 тисяч) перейшла кордон і розбила іспанські війська. Вже 11 квітня кортеси, захопивши короля, втекли з Мадрида, куди 24 травня набув герцог Ангулемський, захоплено зустрінутий народом і духівництвом. Оточені в Кадісі, кортеси повернули королю абсолютну владу, проте опір лібералів тривав ще два місяці. Для захисту Бурбонів в Іспанії залишилися 45 тисяч французьких солдатів.
З 1833 р. по 1874 р. країна перебувала в стані нестабільності, переживши ряд соціальних, економічних і політичних потрясінь. Конституційне правління було відновлене в 1834 р., а в 1837 р. була ухвалена нова Конституція, що обмежила владу монарха двопалатними кортесами. Революційні події 1854-1856 рр. закінчилися розгоном кортесів і скасуванням ліберальних законів. Конституція 1869 р. проголосила Іспанію спадковою монархією. 
Монархістська Конституція 1876 р. запровадила нову систему обмеженої парламентської влади, яка передбачала гарантії політичної стабільності і представництво в основному середнього і вищого класів.
У 1879 р. в країні була створена Іспанська соціалістична робітнича партія. 
Останні заморські володіння Іспанія втратила внаслідок поразки в іспано-американській війні 1898 р. Ця поразка засвідчила повний військовий і політичний занепад Іспанії.
У 1890 р. було введене загальне виборче право для чоловіків. Тим самим було підготовлене підґрунтя для утворення численних нових політичних партій, які відтіснили Ліберальну і Консервативну партії. Католицька церква все ще мала великий вплив, але і вона все частіше перетворювалася на об'єкт нападок з боку антиклерикалів з нижчих і середніх прошарків суспільства.
Щоб обмежити владу короля, церкви і традиційної політичної олігархії, реформатори вимагали внести поправки до конституції. Інфляція під час Першої світової війни і економічний спад у післявоєнні роки посилили соціальні проблеми. Прагнучи пом'якшити політичну ситуацію, генерал Прімо де Рівера встановив у 1923 р. військову диктатуру. Опір диктатурі посилився наприкінці 1920-х років, і в 1930 р. Прімо де Рівера був змушений піти у відставку. На муніципальних виборах у квітні 1931 р. у всіх великих містах рішучу перемогу здобули республіканці.

## Друга республіка
Друга республіка була урочисто проголошена Тимчасовим урядом, що складався з лівих республіканців, представників середнього класу і представників соціалістичного руху, які виступали проти католицької церкви і мали намір підготувати підґрунтя для мирного переходу до «соціалістичної республіки». Були здійснені численні соціальні реформи, Каталонія отримала автономію. Однак на виборах у 1933 році республікансько-соціалістична коаліція зазнала поразки через протидію поміркованих і католиків.

## Громадянська війна
Стурбовані комуністичною загрозою, праві почали готуватися до війни. Генерал Еміліо Молу й інші воєначальники, включаючи Франко, підготували антиурядову змову. Заснована в 1933 р. радикально-націоналістична партія «Іспанська фаланга» використала свої терористичні загони для провокування масових заворушень, які могли б послужити мотивом для встановлення авторитарного режиму. Реакція лівих сприяла розкручуванню спіралі насильства. Вбивство 13 липня 1936 р. лідера монархістів Хосе Кальво Сотело послугувало відповідним приводом для виступу змовників.
Бунтівники взяли під контроль приблизно третину території Іспанії: Галісію, Леон, Стару Кастилію, Арагон, частину Естремадури і Андалузький трикутник від Уельви до Севільї і Кордови.
Заколотники зіткнулися з несподіваними труднощами. Війська, направлені генералом Молу проти Мадрида, були зупинені робітничою міліцією в горах Сьєрра-де-Гвадаррама на півночі від столиці. Заколот переріс у громадянську війну.
21 вересня на аеродромі поблизу Саламанки провідні бунтівні генерали зустрілися, щоб обрати головнокомандувача. Був обраний генерал Франко, який у той же день перекинув війська від передмістя Мадрида на південний захід до Толедо, щоб звільнити фортецю Алькасар. 28 вересня Франко був затверджений главою націоналістичної держави і відразу встановив у зоні свого контролю режим одноосібної влади.
4 березня 1939 р. в Мадриді командувач республіканської армії центру полковник Сехизмундо Касадо підняв заколот проти республіканського уряду, сподіваючись припинити безглузде кровопролиття. Франко навідріз відмовився від його пропозицій про перемир'я, і війська почали здаватися по всій лінії фронту. Коли 28 березня націоналісти увійшли в спустошений Мадрид, 400 тис. республіканців почали вихід з країни. Перемога фалангістів привела до встановлення диктатури Франко. Більш як 1 млн людей потрапили до в'язниць або трудових таборів. Крім 400 тис., що загинули під час війни, в період з 1939 по 1943 було страчено ще 200 тис. осіб.

## Диктатура Франко
Коли у вересні 1939 р. почалася Друга світова війна, Іспанія була ослаблена і спустошена Громадянською війною і не наважилася виступити на боці країн «осі» Берлін — Рим. Тому безпосередня допомога Франко союзникам обмежилася відправленням 40 тис. добровольців Іспанської блакитної дивізії на Східний фронт (сам Франко дозволу на це не давав, хоч і не забороняв). У 1943 р., коли стало ясно, що Німеччина програє війну, Франко «охолонув» до Німеччини. У кінці війни Іспанія знаходилася в дипломатичній ізоляції і не входила до складу ООН і НАТО, але Франко не втрачав надії на примирення з Заходом. У 1953 р. США й Іспанія уклали угоду про створення кількох військових баз США на території Іспанії. У 1955 р. Іспанія була прийнята в ООН.

Іспанія в 1961

У 1966 був ухвалений Органічний закон, що вніс ряд ліберальних поправок до Конституції. Режим Франко породив політичну пасивність переважної більшості іспанців. Пересічні громадяни не виявляли інтересу до державних справ; більшість з них займалися пошуком сприятливих можливостей для підвищення рівня життя.
В останні роки свого життя Франко послабив контроль над державними справами. У червні 1973 р. він поступився посадою прем'єр-міністра, яку обіймав протягом 34 років, адміралу Луїсу Карреро Бланко. У грудні Карреро Бланко був убитий баскськими терористами, і його замінив Карлос Аріас Наварро, перший цивільний прем'єр-міністр після 1939 року. У листопаді 1975 р. Франко помер. Ще в 1969 р. Франко оголосив своїм наступником принца Астурійського Хуана Карлоса з династії Бурбонів, онука короля Альфонса XIII, який очолив державу як король Хуан Карлос I.

## Демократизація
Смерть Франко прискорила процес лібералізації, що почався ще за його життя. До червня 1976 р. кортеси дозволили політичні мітинги і легалізували демократичні політичні партії. У липні прем'єр-міністр країни Аріас, послідовний консерватор, змушений був поступитися своїм кріслом Адольфо Суаресу Гонсалесу. Законопроєкт, що готував основу для проведення вільних виборів до парламенту, був прийнятий кортесами в листопаді 1976 р. і схвалений на національному референдумі.
У 1978 р. парламент ухвалив нову Конституцію, яка була схвалена на загальному референдумі в грудні.
Суарес пішов у відставку в січні 1981 року. Його наступником став Леопольдо Кальво Сотело. Скориставшись зміною влади, консервативно налаштовані офіцери вирішили влаштувати державний переворот, але король, спираючись на відданих воєначальників, поклав край спробі захоплення влади.
Процес переходу до демократії завершився в середині 1980-х років. До того часу країна подолала небезпеку повернення до старого, а також екстремістський сепаратизм, який часом загрожував цілісності держави. Чітко виявилася масова підтримка багатопартійної парламентської демократії. Однак зберігалися значні розходження у політичних поглядах. Опитування громадської думки свідчило, що перевага надається лівоцентризму нарівні з посиленням потягу до політичного центру.
У 1982 р. була попереджена ще одна спроба військового путчу. Вперше з 1930-х років до влади в Іспанії прийшов уряд соціалістів. Політика соціалістів все більше розходилася з програмними установками лівого крила. Уряд взяв курс на капіталістичний розвиток економіки, що включав сприятливість для іноземних інвестицій, приватизацію промисловості, плаваючий курс песети і скорочення коштів на програми соціального забезпечення. Протягом майже восьми років економіка Іспанії успішно розвивалася, однак важливі соціальні проблеми залишалися невирішеними. Зростання безробіття у 1993 р. перевищило 20%.
У 1980-х роках Іспанія почала тісніше співпрацювати із західними країнами в економічній і політичній сферах. У 1986 р. країна вступила до ЄС, а в 1988 р. продовжила на вісім років двосторонню угоду про оборону, яка дозволяє США використовувати військові бази на території Іспанії. У листопаді 1992 р. Іспанія ратифікувала Маастрихтський договір про утворення ЄС.
Інтеграція Іспанії з країнами Західної Європи і політика відкритості зовнішньому світу гарантували захист демократії від військових переворотів, а також забезпечували приплив іноземних інвестицій.
Одним з джерел напруженості в Іспанії залишався тероризм баскської групи ЕТА, що не припинявся багато років, вона взяла на себе відповідальність за 711 вбивств, скоєних у період з 1978 р. по 1992 рік. Гучний скандал спалахнув, коли стало відомо про існування нелегальних поліцейських підрозділів, які вбивали членів ЕТА в північній Іспанії і південній Франції у 1980-х роках.
Економічний спад, що став очевидним у 1992 р., посилився в 1993 році, коли значно зросло безробіття і скоротилося виробництво. Оздоровлення економіки, що почалося в 1994 р., вже не могло повернути соціалістам колишній авторитет.
Після 1993 р. для створення життєздатної коаліції в кортесах ІСРП скористалася підтримкою партії Конвергенція та Єднання («КтЄ»), яку очолював прем'єр-міністр Каталонії Жорді Пужол, що використав цей політичний зв'язок для подальшої боротьби за автономію Каталонії. У жовтні 1995 р. каталонці відмовилися підтримувати уряд соціалістів, що зазнавав різкої критики, і змусили його провести нові вибори.
Хосе Марія Аснар додав нового динамічного іміджу консервативній НП, що допомогло їй перемогти на виборах у березні 1995 року. Однак, щоб сформувати уряд, НП була змушена звернутися до Пухоля і його партії, а також до партій Країни Басків і Канарських Островів. Новий уряд надав додаткових повноважень регіональним органам влади; крім того, у розпорядження цих органів почала надходити вдвічі більша частина прибуткового податку (30% замість 15%).
Пріоритетними завданнями у процесі підготовки національної економіки до введення єдиної європейської валюти уряд Аснара вважав зменшення дефіциту бюджету за рахунок найсуворішої економії державних витрат і приватизацію державних підприємств. НП вжила таких непопулярних заходів, як скорочення фонду і заморожування заробітної плати, зменшення фондів соціального забезпечення і дотацій. Тому наприкінці 1996 р. вона знову поступилася позиціями ІСРП.
У червні 1997 р., після 23 років перебування на посаді керівника ІСРП, Феліпе Гонсалес оголосив про свою відставку. На цій посаді його змінив Хоакін Альмуніа, який раніше очолював партійну фракцію соціалістів у парламенті. Тим часом відносини між урядом Аснара і основними регіональними партіями ускладнилися. Уряд зіткнувся з новою кампанією терору, розв'язаною баскськими сепаратистами з ЕТА проти вищих державних і муніципальних чиновників.

## Хронологія
- 1000 років до н.е. — найдавніша держава на території Іспанії — Тартесс.
- VII ст. до н.е. — колонізація узбережжя фінікийцями і греками.
- VI ст. до н.е. — поява племен іберів.
- V ст. до н.е. — заселення території кельтськими племенами.
- III ст. до н.е. — країна знаходиться під владою Карфагена.
- 197 р. до н.е. — Іспанія завойована римлянами.

### Середньовіччя
- 409 р. — вторгнення вандалів, аланів, свевів.
- 418 р. — утворення королівства вестготів зі столицею в м. Толедо. Вандали витиснуті в Північну Африку.
- 711—718 р. — майже вся територія Іспанії захоплена арабами (маврами).
- 718 р. — поразка маврів при Кеваденри. Утворення Астурійського королівства.
- 756 р. — араби створили в Іспанії Кордовський халіфат.
- 785—811 р. — франки, відвоювавши територію до р. Ебро, заснували Іспанську марку.
- IX ст. — у Піренеях утворилося Наваррське королівство.
- 924 р. — Астурійське королівство стало називатися Леонським.
- 1035 р. — утворення Кастильського та Арагонського королівств.
- 1037 р. — об'єднання Леона і Кастилії.
- 1066 р. — кастильці звільнили від маврів м. Толедо і зробили його своєю столицею.
- 1118 р. — Арагон відвоював в арабів м. Сарагосу.
- 1212 р. — об'єднані сили іспанців розгромили арабів у битві під Де-Толоса. Маври зберегли за собою тільки Гранаду.
- 1479 р. — шлюб Фернандо Арагонського й Ізабелли Кастильської створив єдине Іспанське королівство.
- 1480 р. — установа інквізиції в Іспанії.
- 1492 р. — завершення вигнання маврів із країни — узята Гранада. Колумб відкрив Америку. Початок іспанської колонізації Центральної і Південної Америки. Виселення з країни євреїв.
- 1504 р. — приєднання до Іспанії Неаполя і Сицилії.
- 1516 р. — іспанці установили своє панування в Нідерландах.
- 1519 р. — Карл І — імператор Священної римської імперії. Розквіт могутності іспанського королівства, де «ніколи не заходило сонце».
- 1559 р. — під владу іспанської корони переходять землі Центральної і Північної Італії.
- 1566 р. — Нідерландська революція привела до втрати іспанцями цієї території.
- 1581 р. — Іспанія захопила Португалію.
- 1588 р. — англійці розгромили «Непереможну армаду» — іспанський флот, що готувався висадити війська на територію Англії.
- 1668 р. — відновлена незалежність Португалії.
- 1701—1714 р. — війна за «іспанську спадщину» і втрата європейських володінь Іспанії.
- 1767 р. — вигнання з країни ордена єзуїтів.

### XIX століття
- 1805 р. — при Трафальгарі англійці розбили франко-іспанський флот. «Володаркою морів» стає Англія.
- 1807 — 1814 р. — війна в Іспанії проти військ наполеонівської Франції.
- 1810 — 1826 р. — війна за незалежність в американських колоніях Іспанії. Іспанцям удалося зберегти тут тільки Кубу і Пуерто-Рико.
- 1834 р. — офіційне скасування інквізиції в Іспанії.
- 1898 р. — іспано-американська війна і втрата Куби, Пуерто-Рико і Філіппін.
- 1899 р. — Німеччина купила в Іспанії Каролінські і Маріанські острови в Тихому океані.

### XX століття
- 1912 р. — угода з Францією про розділ Марокко.
- 1914 — 1918 р. — Іспанія зберегла нейтралітет в Першій світовій війні.
- 1931 р. — перемога на виборах республіканців і скинення короля.
- 1936 р. — вибори виграв Народний фронт (комуністи, соціалісти й анархісти). Початок громадянської війни в Іспанії. Праві одержували допомогу від Німеччини й Італії, ліві — від СРСР.
- 1939 р. — поразка лівих сил і встановлення в країні диктатури генерала Франко.
- 1939 — 1945 р. — нейтралітет в ІІ світовій війні.
- 1953 р. — військовий пакт про взаємодопомогу із США.
- 1956 р. — Іспанія визнала незалежність Марокко.
- 1975 р. — смерть генерала Франко. Іспанія стає конституційною монархією на чолі з королем Хуаном-Карлосом Бурбоном. Демократизація громадського життя в країні.